# 塞斯卡山谷
塞斯卡山谷（Valle Verzasca）是瑞士提契诺州洛迦诺区的一个山谷。境內城鎮有梅爾戈斯恰、沃戈爾諾、科里波、拉韋爾泰佐、布廖內、杰拉、弗拉斯科和索諾尼奧。